# C.J. Wilson (giocatore di football americano)
Clifford James Wilson (Belhaven, 30 marzo 1987) è un giocatore di football americano statunitense che gioca nel ruolo di defensive end per gli Oakland Raiders della National Football League (NFL). Fu scelto nel corso del settimo giro (230º assoluto) del Draft NFL 2010 dai Green Bay Packers. Al college ha giocato a football a East Carolina.

## Carriera professionistica

### Green Bay Packers
Wilson fu scelto nel corso del settimo giro del Draft 2010 dai Green Bay Packers. Fu il primo giocatore della storia di East Carolina a venire scelto dai Packers.
Originariamente scelto per giocare principalmente come membro degli special team, dopo l'infortunio al ginocchio che pose prematuramente fine alla stagione del defensive end Justin Harrell e della contemporanea indisponibilità dei veterani Ryan Pickett e Cullen Jenkins, Wilson finì per giocare tutte le gare della sua stagione da rookie tranne una. Nei playoff partì come titolare in tutte e 4 le gare disputate dai Packers, compreso il Super Bowl XLV vinto contro i Pittsburgh Steelers 31-25.
Nella stagione 2011, Wilson giocò tutte le gare della stagione, due delle quali come titolare, mettendo a segno 26 tackle totali. Green Bay chiuse col miglior record della lega, 15-1, ma fu eliminata prematuramente dai New York Giants nel divisional round dei playoff.

### Oakland Raiders
Il 28 marzo 2014, Wilson firmò con gli Oakland Raiders.

## Palmarès
- Super Bowl : 1

Green Bay Packers: Super Bowl XLV
- National Football Conference Championship: 1

Green Bay Packers: 2010

## Statistiche
| Partite totali      | 50  |
| Partite da titolare | 11  |
| Tackle              | 52  |
| Sack                | 3,5 |
| Intercetti          | 0   |
| Fumble forzati      | 0   |

Statistiche aggiornate alla stagione 2013